# 22138 Laynrichards
22138 Laynrichards (2000 VD25) là một tiểu hành tinh vành đai chính được phát hiện ngày 1 tháng 11 năm 2000 bởi Nhóm nghiên cứu tiểu hành tinh gần Trái Đất phòng thí nghiệm Lincoln ở Socorro.